# World of Warcraft: Trading Card Game
World of Warcraft: Trading Card Game - jest to kolekcjonerska gra karciana oparta na MMORPG Blizzarda - World of Warcraft. Gra została zapowiedziana przez Upper Deck Entertainment 18 sierpnia 2005, a wydana 25 października 2006. Gracze mogą walczyć ze sobą jeden na jeden, albo połączyć się z innymi aby pokonać bossów takich jak Onyxia, Ragnaros lub Magtheridon.

## Typy kart
Następujące rodzaje kart są przedstawione w grze:
- Hero (bohater)
- Master Hero (bohater - mistrz)
- Ability (umiejętność)
- Armor (uzbrojenie)
- Weapon (broń)
- Quest (zadanie)
- Ally (sojusznik)
- Location (lokalizacja)
- Loot (łup)